# Iłów

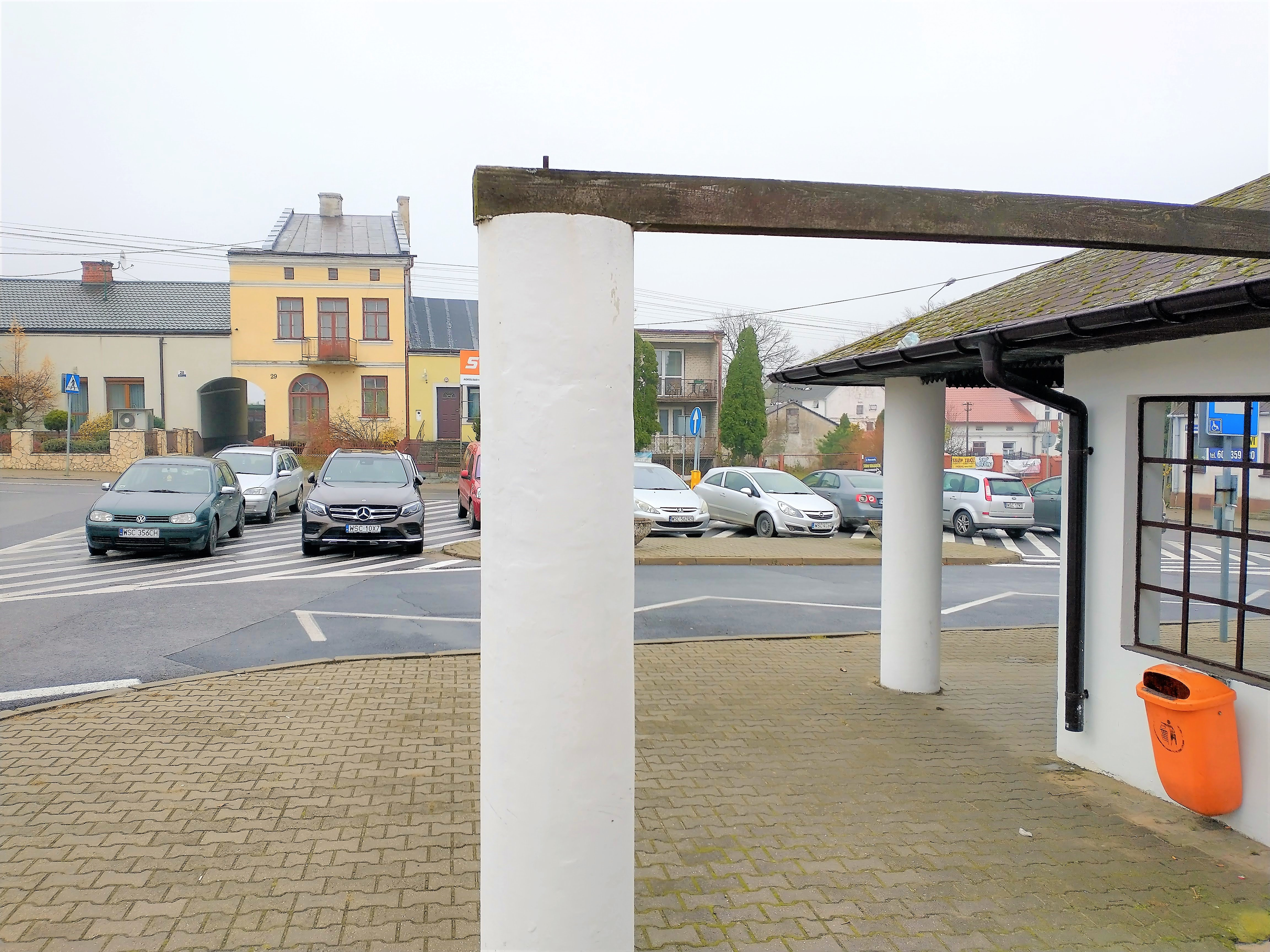
Fragment Rynku Staromiejskiego

Iłów – wieś (dawne miasto) w Polsce, położona w województwie mazowieckim, w powiecie sochaczewskim, w gminie Iłów. Ma status sołectwa. Leży przy drodze wojewódzkiej nr 575.

## Historia
Osadnictwo już w paleolicie. Pierwsza wzmianka o miejscowości na piśmie pochodzi z 1224 roku (dokument wydany przez Konrada mazowieckiego). W latach 1506–1870 Iłów miał status miasta. Prywatne miasto szlacheckie położone było w drugiej połowie XVI wieku w powiecie gąbińskim ziemi gostynińskiej województwa rawskiego. W latach 1975–1998 miejscowość administracyjnie należała do województwa płockiego. Obecnie jest siedzibą gminy Iłów. W czasie kampanii wrześniowej stacjonował tu III/3 dywizjon myśliwski.
Ponad 400 żołnierzy poległo tu we wrześniu 1939 r. w walkach z niemieckim najeźdźcą. Zwłoki ich spoczywają na miejscowym cmentarzu.

## Zabytki
We wsi znajduje się późnobarokowy kościół parafialny pod wezwaniem Znalezienia Krzyża Świętego i Matki Bożej Królowej Polski. Został wybudowany w 1781 ze środków hr. Adama Lasockiego. Po raz pierwszy został wyremontowany w 1868, uległ spaleniu w 1915. Został wyremontowany w 1921, ponownie został zniszczony w 1944. Kolejny gruntowny remont według projektu Bruna Zborowskiego miał miejsce w 1948. Po raz ostatni spłonął w październiku 1969 roku - ocalała zakrystia (parter obecnej) kaplica i mury zewnętrzne. Odbudowany.
Na cmentarzu przy ulicy Gen. Włada znajduje się drewniana kaplica pw. Matki Bożej Królowej Polski.

## Znane osoby pochodzące z Iłowa
W Iłowie 3 maja 1843 r. urodził się artysta malarz Aleksander Sochaczewski (zm. 1923), sybirak, autor m.in. Pożegnania Europy, ilustrujący swoją twórczością sceny z życia zesłańców na Syberii.

## Sport
Klub "Unia Iłów" został założony w 1973 roku i gra obecnie w płockiej lidze okręgowej. 
W 1995 roku (pod nazwą Unia Brzozów Stary), zdobył Puchar województwa płockiego i zagrał w rundzie wstępnej Pucharu Polski.